# アメンエムニスウ
アメンエムニスウ（Amenemnisu　在位:紀元前1051年〜1047年頃）は古代エジプト第21王朝の 第2代ファラオ。即位名はネフェルカラー

## 概要
マネトーの記録には第21王朝の初代王スメンデス1世の後継者ネフェルケレスの名で記されているが、近代に入るまで考古学上の史料が全く見つかっていなかったため、実在を疑問視する声もあった。1940年に後継者であるプスセンネス1世の墓が発見され、その中からネフェルカラーの名を刻印した金の弓帽が見つかった事で初めてその実在が確認された。
第20王朝時代の大司祭ヘリホルの息子とも、スメンデス1世の息子であるとも考えられるが、決定的な史料はない。
王の治世について分かっている事は少ないが、同時代のアメンの大司祭メンケペルラーは自らの権限の下に恩赦を行っており、これがアメンエムニスウの在位中の出来事であったと考えられている。釈放されたのはスメンデスの治世25年目に反乱を起こし、西方のオアシスに追放された首謀者たちで、ルーブル所蔵の追放者の碑文en:Banishment（ルーブル C. 256）に事の詳細が刻まれている。